# Gouvernement Cajander I
 (septembre 2023).
Si vous disposez d'ouvrages ou d'articles de référence ou si vous connaissez des sites web de qualité traitant du thème abordé ici, merci de compléter l'article en donnant les références utiles à sa vérifiabilité et en les liant à la section « Notes et références ».
République de Finlande
Vennola II   Kallio I
Le gouvernement Cajander I est le 8e gouvernement de la République de Finlande, qui a siégé 165 jours du 2 juin 1922 au 14 novembre 1922.

## Coalition et historique
Malgré la nature éphémère du gouvernement Cajander I, un certain nombre de lois importantes ont été promulguées ou adoptées au cours de son mandat : les enfants naturels ont reçu le même statut que les autres et des tuteurs municipaux ont été nommés pour surveiller les intérêts des enfants naturels et de leurs mères. 
La nouvelle loi sur la conscription fixe la durée du service militaire à un an.
Le trafic routier se développant, toutes les voitures et motos sont soumises aux obligations d'enregistrement et d'inspection en vertu de l'ordonnance sur les voitures.
La plus importante et la plus controversée des réformes est la Lex Kallio (fi), qui permet de créer de nouveaux bâtiments et de les mettre à disposition des personnes sans domicile grâce à des prêts de l'État et, si nécessaire, des expropriations.

## Composition
| Ministre                                                       | Période             | Parti | Parti |
| -------------------------------------------------------------- | ------------------- | ----- | ----- |
| Premier ministre Aimo Kaarlo Cajander                          | 2.6.1922–14.11.1922 |       | amm.  |
| Ministre des Affaires étrangères Carl Enckell                  | 2.6.1922–14.11.1922 |       | amm.  |
| Ministre de la Justice Oskar Lilius                            | 2.6.1922–14.11.1922 |       | amm.  |
| Ministre de l'Intérieur Yrjö Johannes Eskelä                   | 2.6.1922–14.11.1922 |       | amm.  |
| Ministre de la Défense Bruno Jalander                          | 2.6.1922–14.11.1922 |       | amm.  |
| Ministre des Finances Ernst Gråsten                            | 2.6.1922–14.11.1922 |       | amm.  |
| Ministre de l'Éducation Yrjö Loimaranta                        | 2.6.1922–14.11.1922 |       | amm.  |
| Ministre de l'Agriculture Östen Elfving                        | 2.6.1922–14.11.1922 |       | amm.  |
| Vice-ministre de l'Agriculture Aimo Kaarlo Cajander            | 2.6.1922–14.11.1922 |       | amm.  |
| Ministre des Transports et des Travaux publics Evert Skogström | 2.6.1922–14.11.1922 |       | amm.  |
| Ministère du commerce et de l'industrie Aukusti Aho            | 2.6.1922–14.11.1922 |       | amm.  |
| Ministre des Affaires sociales Eino Akseli Kuusi               | 2.6.1922–14.11.1922 |       | amm.  |